# Mick Rock
Michael David Rock (21. listopadu 1948 Hammersmith – 18. listopadu 2021 Staten Island) byl britský fotograf. Fotografoval rockové hudební skupiny a osobnosti jako byli například: Queen, David Bowie, T. Rex, Syd Barrett, Lou Reed, Iggy Pop a The Stooges, Sex Pistols, Ramones, Joan Jett, Talking Heads, Roxy Music, Thin Lizzy, Geordie, Mötley Crüe a Blondie. Často označovaný jako „Muž, který fotografoval sedmdesátá léta“, většinu nezapomenutelných záběrů Davida Bowieho jako Ziggyho Stardusta pořídil Rock jako Bowieho oficiální fotograf.

## Mládí
Michael David Rock se narodil v roce 1948 v Hammersmith v Londýně jako syn Davida a Joan. Vzdělání získal na Emanuel School v Londýně a na Gonville and Caius College v Cambridge, kde získal titul v oboru středověkých a moderních jazyků. Během pobytu v Cambridge se začal zajímat o romantickou poezii 19. století – především díla Rimbauda, Baudelaira, Shelleyho a Byrona — a jeho první vystoupení v tisku přišlo poté, co byl zatčen za držení marihuany.

## Kariéra
Během svého působení v Cambridge vzal Rock kamarádův fotoaparát a začal fotografovat místní rockovou hudební scénu, přičemž si cestou získal nějaké přátele a kontakty (včetně rodáka z Cambridge Syda Barretta a mladšího bratra Micka Jaggera Chrise).
Kromě jeho spolupráce s Bowiem, se kterým se setkal na začátku roku 1972, Rock také vytvořil přebaly Barrettova alba The Madcap Laughs, Waylona Jenningse Lonesome, On'ry and Mean, dále Transformer a Coney Island Baby Lou Reeda; a the Stooges Raw Power Iggyho Popa, pro skupinu Queen Queen II (znovu vytvořené pro jejich hudební video Bohemian Rhapsody) a Sheer Heart Attack, Geordieho Don't Be Fooled by the Name, pro Ramones End of the Century a I Love Rock 'n' Roll Joana Jetta.
Byl hlavním fotografem filmů The Rocky Horror Picture Show, Hedwig and the Angry Inch a Shortbus. Také produkoval a režíroval hudební videa „John, I'm Only Dancing“, „Jean Genie“, „Space Oddity“ nebo „Life on Mars“ na Bowieho sbírce DVD Sound and Vision.
Mezi jeho fotografické náměty patří The Misfits, Snoop Dogg, Air Traffic, Maxwell, Alicia Keys, The Gossip, Lady Gaga, Richard Barone, The Killers, The Scissor Sisters, Michael Bublé, Miley Cyrus, Michael Stipe, Kate Moss, The Yeah Yeah Yeahs, The Chemical Brothers, Janelle Monáe, Queens of the Stone Age, Daft Punk, Kasabian, Snow Patrol, Daniel Merriweather, Black Keys, Hall & Oates, Peter, Bjorn a John, MGMT, Alejandro Escovedo, Pete Yorn, Gavin Degraw, Peaches, Fat Joe, Rhymefest, Nas, Q-Tip, Jane's Addiction, Tom Stoppard a staří přátelé Bowie, Lou Reed, Debbie Harry, Joan Jett, Mötley Crüe, Nicos Gun a Iggy Pop.
Rock obdržel cenu Diesel U Music Legends Award za svůj přínos hudbě na konci roku 2006.
V roce 2001, kdy vyšla jeho kniha Psychedeličtí odpadlíci, Syd Barrett podepsal sérii 320 knih.

## Výstavy
- Rock'n Roll Eye: Fotografie Micka Rocka, Tokijské muzeum fotografie, 2003.[17] Retrospektiva.
- Rock'n'rollové ikony: fotografie Micka Rocka, kulturní centrum Urbis, Manchester, Spojené království, 2005/6.[18]

## Televize
Rock byl hostitelem On the Record s Mickem Rockem, dokumentárního seriálu o Ovation. Seriál sleduje Rocka, jak cestuje po zemi a setkává se s hudebníky na turné po jejich rodných městech zdůrazňuje lidi, místa a kulturní instituce, které byly nedílnou součástí jejich životů a kariéry. Každá epizoda obsahuje hudební představení. Mezi hosty první sezóny patřili Josh Groban, The Flaming Lips (vystupují Wayne Coyne a Steven Drozd), Kings of Leon, Patti LaBelle a Mark Ronson.

## Film
Shot! The Psycho-Spiritual Mantra of Rock (2016) je životopisný dokument o Rocku, režírovaný Barnabym Clayem, produkce: Monica Hampton.

## Osobní život
Rock žil v New Yorku na Staten Island se svou ženou a jejich dcerou.
Rockovu smrt oznámila jeho rodina 18. listopadu 2021; V době jeho smrti mu bylo údajně 72 let.

## Fotografie obalů alb
Následující obaly alb obsahují Rockovy fotografie:
- The Madcap Laughs – Syd Barrett (1970)[26]
- Deuce – Rory Gallagher (1971)
- Transformer – Lou Reed (1972)[27]
- Lonesome, On'ry and Mean – Waylon Jennings (1973)
- Raw Power – The Stooges (1973)[27]
- Foreigner – Cat Stevens (1973)
- Pin Ups – David Bowie (1973)
- June 1, 1974 – Kevin Ayers, John Cale, Nico, Brian Eno (1974)
- Queen II – Queen (1974)[27]
- The Psychomodo – Cockney Rebel (1974)
- Don't Be Fooled by the Name – Geordie (1974)
- Sheer Heart Attack – Queen (1974)
- Coney Island Baby – Lou Reed (1975)[27]
- Silly Sisters – Maddy Prior and June Tabor (1976)
- Rock and Roll Heart – Lou Reed (1976)
- Timeless Flight – Steve Harley & Cockney Rebel (1976)
- We Have Come for Your Children – Dead Boys (1978)
- The Candidate – Steve Harley (1979)
- End of the Century – Ramones (1980)[28]
- Come Upstairs – Carly Simon (1980)
- I Love Rock 'n Roll – Joan Jett & The Blackhearts (1981)[27]
- The Blue Mask – Lou Reed (1982)
- Teaser – Angela Bofill (1983)
- Enemy Within – Chris Spedding (1986)
- Out of the Vein – Third Eye Blind (2003)
- The Quality of Mercy – Steve Harley & Cockney Rebel (2005)
- Parallax – Atlas Sound (2011)[29]
- Underneath the Rainbow – Black Lips (2014)
- Plastic Hearts – Miley Cyrus (2020)[30]

## Publikace
- A Photographic Record 1969–1980 (Century 22, 1995)
- Glam: An Eyewitness Account (úvod: Bowie; Omnibus, 2006)
- Psychedelic Renegades / Syd Barrett (Genesis, 2002)
- Moonage Daydream / Ziggy Stardust (spolu s: Bowie; Genesis). ISBN 978-1-84403-380-5.
- Rock 'n' Roll Eye (Tokijské muzeum fotografie, 2003)
- Killer Queen (with Brian May and Roger Taylor; Genesis, 2003)
- Picture This / Debbie Harry & Blondie (úvod: Debbie Harry; Omnibus, 2004)
- Raw Power / Iggy & The Stooges (úvod: Iggy Pop; Omnibus, 2005)
- Blood and Glitter. 2005. ISBN 978-0-9537479-9-3.
- Rocky Horror (úvod: Richard O'Brien; Schwarzkopf & Schwarzkopf, 2006)
- Classic Queen (Sterling, 2007). ISBN 978-1-4027-5192-9.
- Tamashii: Mick Rock Meets Kanzaburo (Kabuki Theatre Photos, Hachette Fujingaho, Japonsko, 2007)
- Psychedelic Renegades (Gingko, 2007)[31]
- Mick Rock Exposed (Chronicle, 2010).[32]

## DVD
- Punk Drunk Love: The Images of Mick Rock (Panoramica, 2007)